# Valdez (Sucre)
Valdez é um município da Venezuela localizado no estado de Sucre.
A capital do município é a cidade de Guiria.